# لکه سرخ بزرگ

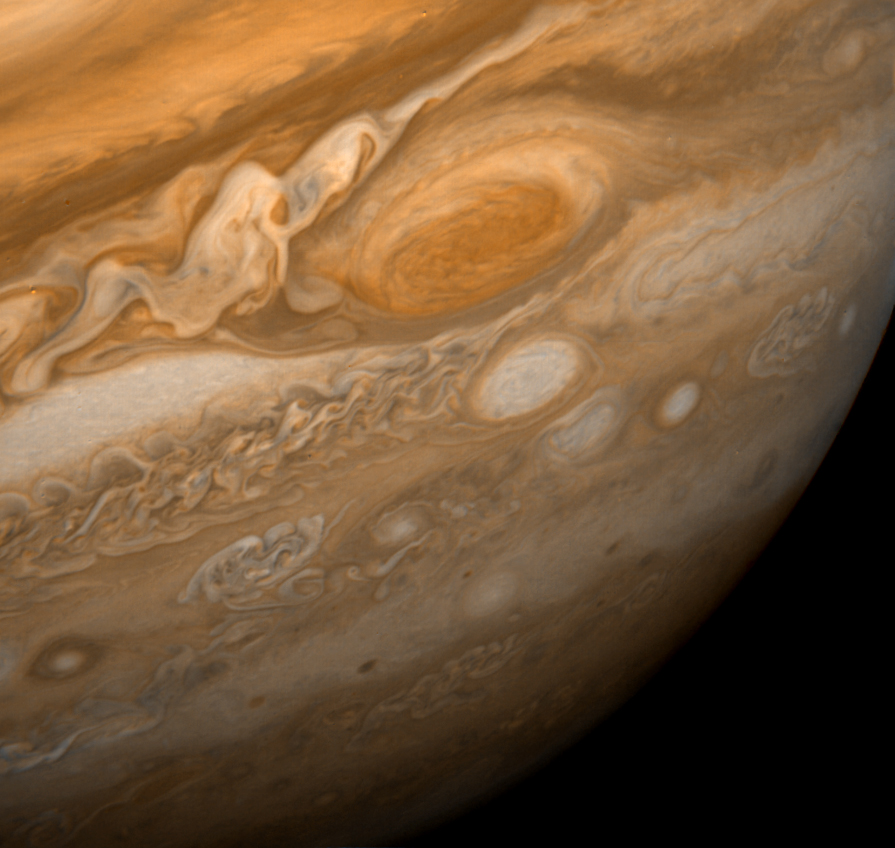
نمایی از لکهٔ سرخ بزرگ از ویجر ۱ در سال ۱۹۷۹

لکهٔ سرخ بزرگ نام بزرگ‌ترین توفان عظیم چرخان در سطح سیارهٔ هرمز (مشتری) است. این توفان در راستای کمربندها و منطقه‌های مشتری جریان دارد. از زمان کشف این لکه تا کنون، بارها دیده شده که قطر آن تا سه برابر قطر زمین افزایش یافته‌ است.
ابعاد لکهٔ سرخ ۲۴٬۰۰۰ تا ۴۰٬۰۰۰ کیلومتر در جهت شرق به غرب و ۱۲٬۰۰۰ تا ۱۴٬۰۰۰ کیلومتر در جهت شمال به جنوب است.
رنگ این لکه در سال‌های اخیر، نارنجی سوخته کمرنگ شده ‌است. این لکه در اصل یک توفان واچرخندی دائمی در ناحیهٔ °۲۲ در جنوب استوای مشتری است که دست‌کم ۱۷۷ سال است که وجود دارد و احتمالاً ۳۴۲ سال دیگر نیز ادامه خواهد داشت. بزرگی این توفان به گونه‌ای است که آن را می‌توان با تلسکوپ از زمین دید. لکهٔ بزرگ سرخ تا پیش از سال ۱۶۶۵ وجود داشته اما لکهٔ امروزی، نخستین مرتبه در سال‌های پس از ۱۸۳۰ میلادی مشاهده گردید و تنها پس از برجستگی مشهود و ظاهری سال ۱۸۷۹ مورد مطالعهٔ جدی قرار گرفت. طوفانی که در سدهٔ هفدهم دیده شده‌است ممکن است متفاوت از طوفانی باشد که امروز وجود دارد.
از زمان کشف آن در سدهٔ ۱۷ میلادی تا آغاز مطالعات جدی مربوط به سال ۱۸۳۰ یک فاصله طولانی و مجهول وجود دارد و نمی‌توان گفت در این مقطع آیا لکهٔ اصلی پراکندگی پیدا کرده و یا اصلاح و متمرکز شده است و همین‌طور آیا محوتر گردیده است چرا که سوابق و مطالعات بصری در آن مقطع ناچیز است. به عنوان مثال، احتمال داده می‌شود که اولین رصدگر لکهٔ سرخ بزرگ رابرت هوک بوده‌است. وی در ماه مهٔ ۱۶۶۴ نقطه‌ای را در این سیاره توصیف کرد. هر چند، محتمل است که مکانی که هوک به آن اشاره داشته در مدار دیگری قرار داشته (مدار استوایی شمال مشتری و برخلاف موقعیت امروزی که مدار استوایی جنوبی) است. با همهٔ این احوال توصیفات جووانی دومنیکو کاسینی حول محور اشاره و پرداختن به مقولهٔ یک نقطهٔ پایدار که در سال‌های بعد مطرح شد، متقاعدکننده‌تر است.

## نگارخانه

یک پویانمایی رنگی از حرکات ابری مشتری.
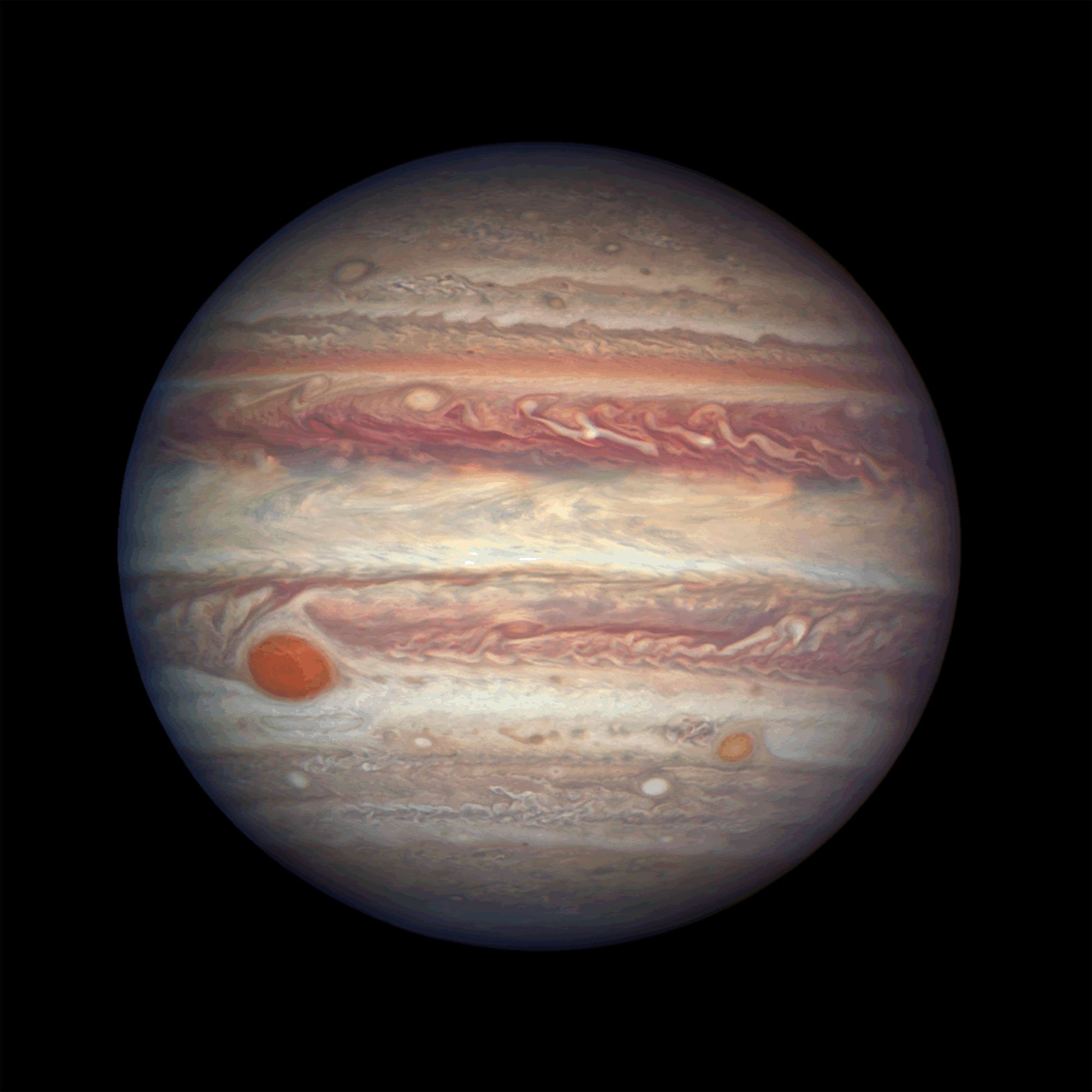
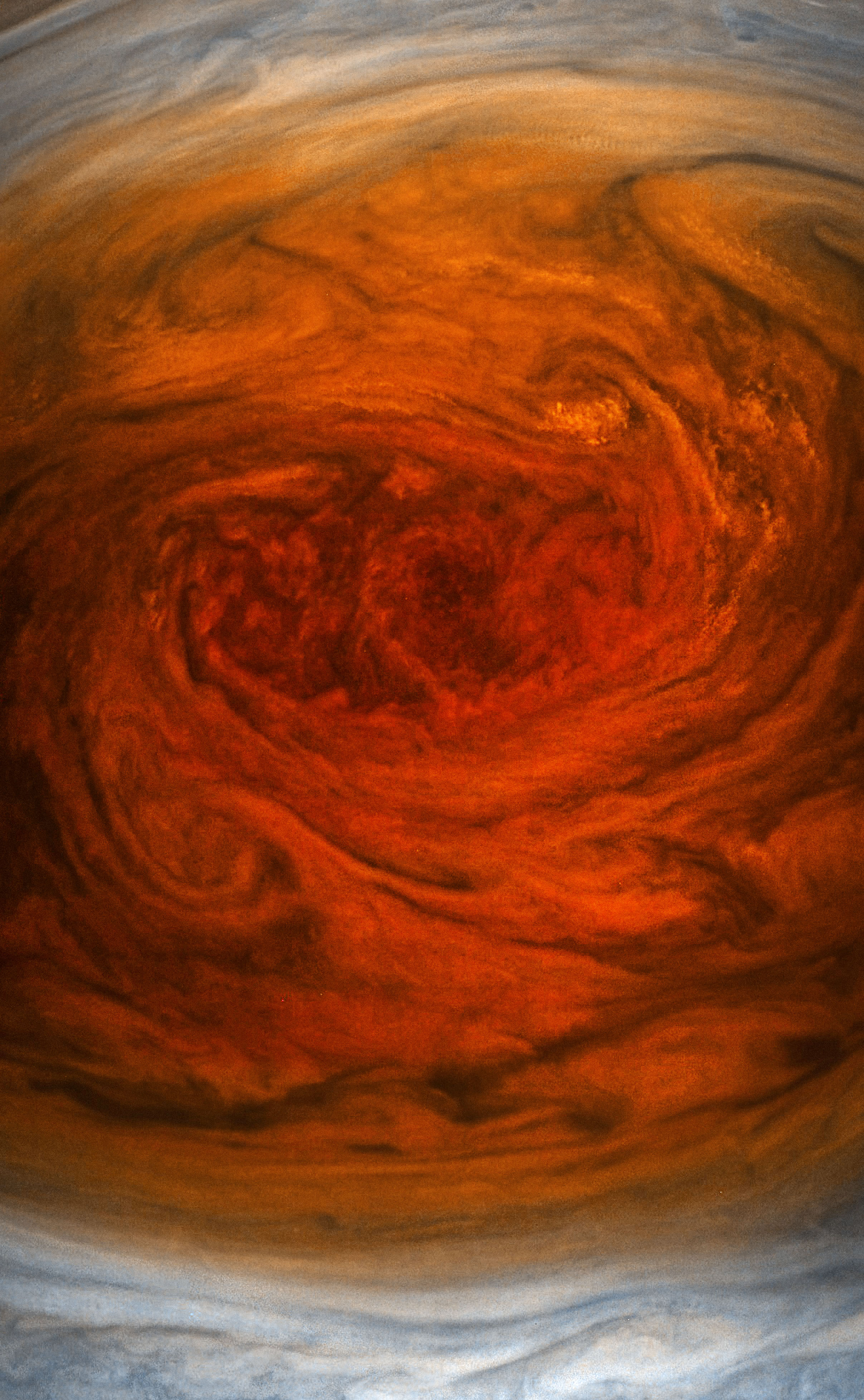